# Рег Армстронг
Реджинальд «Рег» Армстронг (англ. Reginald Armstrong; 1 вересня 1928, Ліверпуль — 24 листопада 1979, Брайтон, Англія) — ірландський мотогонщик, п'ятиразовий віцечемпіон світу з шосейно-кільцевих мотогонок серії MotoGP: у класі 250cc (1953) та по два рази у класах 350cc (1949, 1952) та 500cc (1953, 1955). Загинув у автокатастрофі у віці 51 року.

## Біографія
Реджинальд Армстронг народився в Ліверпулі у 1926 році, проте через кілька років його сім'я переїхала в Дублін. Родина Армтсронга була незаможною, але його батько почав успішний бізнес з виробництва двигунів, а тому підтримував мотогоночне захоплення сина в міру сил. Першим тренером Рега був його двоюрідний брат, проте з початком Другої світової війни обоє приєдналися до ірландських сил оборони.
У перші післявоєнні роки Армстронг почав активно виступати в місцевих змаганнях з перемінними успіхами.

### MotoGP
З утворенням чемпіонату світу з шосейно-кільцевих мотоперегонів серії Гран-Прі у 1949 році, Рег отримав запрошення від британської команди AJS для виступів у її складі в дебютному сезоні. Найкращим результатом Армстронга у сезоні стало 3-є місце на рідному для себе Гран-Прі Ольстеру, яке в підсумку дозволило зайняти у загальному заліку класу 350cc 2-е місце.
На наступний сезон Рег перейшов до іншої британської команди — Velocette. І хоча на Гран-Прі Ольстеру він виступив краще, посівши 2-ге місце, проте в загальному заліку він фінішував лише 5-м. Також цього сезону він спробував свої сили й у класі 500cc, де в єдиній гонці на острові Мен фінішував 6-м.
У сезоні 1951 Армстронг повернувся до команди AJS, проте його результати залишались невисокими — 7-е місце в класі 350cc та 6-е в 500cc.
На сезон 1952 ірландець перебрався до найсильнішої на той момент британської команди Norton і це дало свої плоди. Вже На другому етапі сезону, у гонці класу 500cc Гран-Прі острову Мен, він здобув своє першу перемогу у серії Гран-Прі, а у гонці в класі 350cc фінішував 2-им. На 5-у етапі сезону, Гран-Прі Західної Німеччини, Рег оформив «золотий дубль», здобувши перемоги в обох класах. Успішні виступи дозволили ірландцю вдруге стати віцечемпіоном світу в класі 350cc, а також зайняти 3-є місце загального заліку класу 500cc.
У 1952 році Армстронг став дилером мотоциклів NSU Motorenwerke та Honda у Ірландії, тому він залишив Norton та став виступати на NSU в менших класах, 125cc та 250cc, та на Gilera в класі 500cc. На 1953—1955 роки прийшовся розквіт його спортивної кар'єри: він тричі ставав віцечемпіоном світу: одного разу у класі 250cc та двічі в 500cc.
Надалі бізнес зростав і потребував більшої уваги, тому 1956 року Рег оголосив про завершення свої мотогоночної кар'єри.

### Після мотогонок
У 1962 році Армстронг отримав запрошення від компанії Honda очолити їхню команду. За два роки під його керівництвом японці здобули 5 титулів чемпіона світу.
Також Рег провів кілька гонок за кермом автомобіля, проте значних успіхів не досяг.
Окрім того, він займався також стендовою стрільбою, де досяг непоганих результатів. У 1978 році він представляв свою країну на чемпіонаті світу по стрільбі.

## Статистика виступів у MotoGP

### В розрізі сезонів
| Сезон  | Клас   | Мотоцикл  | Гонки | Пер | Под | НК | Очки | Місце |
| ------ | ------ | --------- | ----- | --- | --- | -- | ---- | ----- |
| 1949   | 350cc  | AJS       | 3     | 0   | 1   | 0  | 18   | 2     |
| 1950   | 350cc  | Velocette | 3     | 0   | 1   | 0  | 11   | 5     |
| 1950   | 500cc  | Velocette | 1     | 0   | 0   | 0  | 1    | 17    |
| 1951   | 350cc  | AJS       | 4     | 0   | 1   | 1  | 11   | 7     |
| 1951   | 500cc  | AJS       | 2     | 0   | 1   | 0  | 9    | 6     |
| 1952   | 350cc  | Norton    | 6     | 1   | 5   | 0  | 24   | 2     |
| 1952   | 500cc  | Norton    | 5     | 2   | 2   | 0  | 22   | 3     |
| 1953   | 125cc  | NSU       | 1     | 0   | 1   | 0  | 4    | 9     |
| 1953   | 250cc  | NSU       | 3     | 2   | 3   | 0  | 23   | 2     |
| 1953   | 500cc  | Gilera    | 7     | 0   | 5   | 1  | 24   | 2     |
| 1954   | 250cc  | NSU       | 1     | 0   | 1   | 0  | 4    | 9     |
| 1954   | 500cc  | Gilera    | 4     | 0   | 2   | 0  | 13   | 5     |
| 1955   | 500cc  | Gilera    | 5     | 1   | 5   | 0  | 30   | 2     |
| 1956   | 500cc  | Gilera    | 2     | 1   | 1   | 0  | 11   | 5     |
| всього | всього | всього    | 47    | 7   | 29  | 2  | 204  |       |

## Зовнішні посилання
- Профіль на офіційному вебсайті MotoGP (англ.)